# 金腐川
金腐川（かなくさりがわ）は、石川県金沢市を流れる大野川水系の河川。二級河川である。

## 地理
石川県金沢市戸室別所の戸室山付近に源を発する。金沢平野を流れ、金沢市東蚊爪町にて河北潟に注ぐ。

## 農業
低湿で富栄養の環境から、平野部は藩政時代よりすでに蓮根の栽培が盛んであった。

## 名称の由来
昔、金腐川は暴れ川であり、“金が腐る”程、洪水があったからだと言われている。